# Полуостров Говена
Полуостров Го́вена — полуостров в северо-восточной Азии на территории Камчатского края России. Вдаётся на 70 км в Берингово море, разделяет Олюторский залив и залив Корфа. На полуострове расположены два из трёх участков Корякского заповедника: «Мыс Говена» на южной половине полуострова Говена с прилегающей акваторией и «Бухта Лаврова» на побережье и в акватории одноименной бухты.

## Название
До 1820-х годов назывался Люторский (Олюторский) Нос. Название было дано русскими первопроходцами в честь крупнейшей реки поблизости — Люторы (Вывенки). С. П. Крашенниников записал в 1740 году корякское название мыса — Атвалык Нос.
Современное название обусловлено историческим казусом. Первоначально название «мыс Говена» было присвоено соседнему мысу Ильпинскому в связи с расположением на нём корякского селения Говы́нк. Однако в 1828 году в ходе экспедиции Ф. П. Литке на шлюпе «Сенявин» мыс Говена (в современном значении) был принят за Ильпинский. Путаница была обнаружена только в начале XX века начальником Гидрографической экспедиции Восточного океана М. Е. Жданко, когда наименования уже прижились. Более поздние исследования подтвердили ошибку.

## Описание
Полуостров Говена находится между Ильпинским и Олюторским полуостровами. Говена вдается в море на 80 км и разделяет Олюторский и Корфский заливы. Ось полуострова образована сопками Пылгинского хребта (относится к Корякскому нагорью), с максимальным возвышением 1355 метров. Рельеф полуострова горный, сильно рассечённый. 
Полуостров оканчивается мысом Говена. Также на полуострове находятся мысы Приметный, Галинвилан, Чаячий (Перын), Песчаный, (западнее мыса Говена) и Вравр, Тавухин (восточнее мыса Говена). Крупные реки: Валкаваям, Алинатунваям, Тнахывнытваям, Масваям, Евоваям, Алутовая. Полуостров разделяет залив Корфа и Олюторский залив. На полуострове расположены бухты-фьорды Лаврова и Южная Глубокая, а также лагуна Тантикун и Бухта Скобелева. На Олюторском полуострове много озёр, крупнейшие: Атиюлъгытгын, Яовалъгыюгын и Ивтылгытдын.

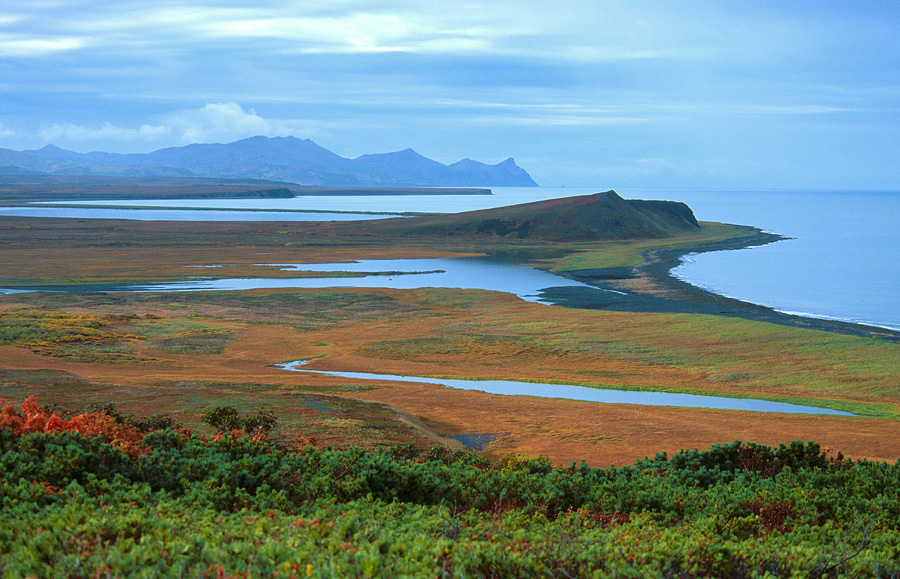
Участок Корякского заповедника на полуострове Говена

Рельеф полуострова преимущественно горный. Высочайшая гора Северная (1240 м). К высоким также относятся: Ауамыльтап (1116 м), Инагытыкан (987 м), Какутыкако (768 м) и др.
Рядом с полуостровом глубины моря до 320 м. На западном побережье у гавани Скобелева расположено урочище Олюторка.
На мысе Говена расположен маяк, на западном берегу полуострова, в 3,5 км северо-западнее мыса Песчаный, — остатки закрытого в 1950-х годах рыбозавода. Кроме того, развалины заброшенных рыбокомбината, зверосовхоза и посёлка Дружный расположены в бухте Лаврова.